# 보은동헌
보은동헌(報恩東軒)은 충청북도 보은군 보은읍 삼산리에 있는 건축물이다. 1982년 12월 17일 충청북도의 유형문화재 제115호로 지정되었다.

## 개요
동헌은 아헌이라고도 하며, 관청의 중심이 되는 건물로 조선시대 감사나 수령이 공무를 처리하던 곳이다.
세워진 연대는 정확히 알 수 없지만 순조(재위 1800∼1834) 때 고친 것으로 전한다. 한때 보은경찰서로 사용되면서 내부구조가 많이 바뀌긴 했으나, 17세기 말경에 지어진 것으로 추정하고 있다.
앞면 7칸·옆면 3칸으로 1층이며, 지붕 옆면이 여덟 팔(八)자 모양인 팔작지붕집이다. 내부는 평면이 특징있게 꾸며져 있다. 전면 1칸은 모두 마루이고 오른쪽 4칸은 대청이며, 왼쪽 3칸은 온돌방을 두었다. 대청 중 동쪽 1칸과 후면을 높게 해서 누마루를 만들었는데, 조선 후기 동헌의 한 특징으로 태인동헌과 함께 다양한 공간구성과 창호의 장식이 돋보이는 동헌건물 중의 하나이다.

## 참고 자료
- 보은동헌 - 국가유산청 국가유산포털